# Sandstorm (komposition)
 For alternative betydninger, se Sandstorm (flertydig). (Se også artikler, som begynder med Sandstorm)
Sandstorm er en musikalsk komposition af finsk DJ Darude. Den blev udgivet som en single fra hans debutalbum Before the Storm. Den blev oprindeligt udgivet i Finland den 26. oktober 1999 af 16 Inch Records, og den blev til sidst genudgivet i mange andre lande i år 2000. Sangen blev uploadet til MP3.com, hvor den fik en global anerkendelse. Den 1. marts 2010, mere end ti år efter dens oprindelige udgivelse, blev "Sandstorm"  certificeret til guld i USA af Recording Industry Association of America for salg af over 500.000 eksemplarer.[kilde mangler]
Den har også fået anerkendelse for dens brug i esport og popularitet i internetfænomenskultur, hvor spørgsmålet efter navnet på et nummer besvares med "Darude – Sandstorm".